# هیئت رئیسه مجلس شورای اسلامی
هیئت رئیسه مجلس شورای اسلامی به وسیلهٔ رای مستقیم نمایندگان مجلس شورای اسلامی برای یک دوره یک ساله انتخاب می‌شود و با توجه به آئین‌نامه داخلی مجلس شورای اسلامی تکرار اعضای هیئت رئیسه مجلس منع قانونی ندارد. هیئت رئیسه مجلس شورای اسلامی مرکب از یک رئیس، دو نایب رئیس، شش دبیر و سه ناظر می‌باشد. انتخاب رئیس با اکثریت مطلق آرای نمایندگان و انتخاب سایر اعضای هیئت رئیسه جداگانه و با اکثریت نسبی است.
رئیس مجلس، رئیس هیئت رئیسه نیز می‌باشد. رئیس مجلس وظیفه اداره مجلس را به عهده دارد و در صورت حضور نداشتن وی در جلسه به ترتیب نواب اول و دوم رئیس عهده‌دار این سمت هستند.

## هیئت رئیسه سنی
طبق آیین‌نامه داخلی مجلس، تا زمان انتخاب هیئت رئیسه، یک هیئت رئیسه سِنی متشکل از مسن‌ترین و جوان‌ترین نمایندگان، جلسات را اداره خواهد کرد. این هیئت رئیسه مسئولیت مراسم تحلیف را برعهده دارند.

## هیئت رئیسه فعلی
هیئت رئیسه فعلی (اجلاسیه دوم دوره دوازدهم) مجلس شورای اسلامی به شرح زیر است:
| ردیف | سمت          | نام                 | حوزهٔ انتخابیه                         | فراکسیون      | حزب            | سابقهٔ نمایندگی | نتیجهٔ شمارش آرا |
| ---- | ------------ | ------------------- | ------------------------------------- | ------------- | -------------- | -------------- | --------------- |
| ۱    | رئیس         | محمدباقر قالیباف    | تهران، ری، شمیرانات، اسلامشهر و پردیس | انقلاب اسلامی | پیشرفت و عدالت | آری            | ۲۱۹             |
| ۲    | نایب‌رئیس اول | علی نیکزاد          | اردبیل، نمین، نیر و سرعین             | انقلاب اسلامی | گفتمان         | آری            | ۱۱۱             |
| ۳    | نایب‌رئیس دوم | حمیدرضا حاجی‌بابایی  | همدان و فامنین                        | انقلاب اسلامی | —              | آری            | ۱۱۱             |
| ۴    | دبیر         | احمد نادری          | تهران، ری، شمیرانات، اسلامشهر و پردیس | انقلاب اسلامی | —              | آری            | ۱۲۹             |
| ۵    | دبیر         | رضا جباری           | مسجدسلیمان، اندیکا، لالی و هفتکل      | انقلاب اسلامی | —              | نه             | ۱۲۶             |
| ۶    | دبیر         | عباس پاپی‌زاده       | دزفول                                 | انقلاب اسلامی | گفتمان         | آری            | ۱۰۴             |
| ۷    | دبیر         | صدیف بدری           | اردبیل، نمین، نیر و سرعین             | انقلاب اسلامی | پیشرفت و عدالت | آری            | ۱۰۲             |
| ۸    | دبیر         | مجتبی بخشی‌پور       | اسلام‌آباد غرب و دالاهو                | —             | —              | آری            | ۹۸              |
| ۹    | دبیر         | روح‌الله متفکر آزاد  | تبریز، آذرشهر و اسکو                  | انقلاب اسلامی | —              | آری            | ۹۷              |
| ۱۰   | ناظر         | علیرضا سلیمی        | محلات و دلیجان                        | انقلاب اسلامی | رهپویان        | آری            | ۱۳۴             |
| ۱۱   | ناظر         | عباس گودرزی بروجردی | بروجرد                                | انقلاب اسلامی | پیشرفت و عدالت | آری            | ۱۱۵             |
| ۱۲   | ناظر         | سید جلیل میرمحمدی   | تفت و میبد                            | انقلاب اسلامی | پزشکان         | آری            | ۱۱۰             |